# 假日島 (阿肯色州)
假日島（英語：Holiday Island）是位於美國阿肯色州卡羅爾縣的一個城市。

## 地理
假日島的座標為36°29′07″N 93°43′56″W / 36.48528°N 93.73222°W，而該地最高點為海拔高度430米（即1411英尺）。

## 人口
根據2020年美國人口普查的數據，假日島的面積為28.22平方千米，當中陸地面積為27.86平方千米，而水域面積為0.36平方千米。當地共有人口2533人，而人口密度為每平方千米89人。